# 네오스의 운항 노선
니오스 항공은 다음과 같은 노선을 운항하고 있다.

## 운항 노선

### 아시아

#### 동아시아
- 중화인민공화국
  - 난징 - 난징 루커우 국제공항

#### 동남아시아
- 태국
  - 푸켓 - 푸켓 국제공항

#### 남아시아
- 몰디브
  - 말레 - 벨라나 국제공항

#### 서남아시아
- 아랍에미리트
  - 두바이 - 두바이 국제공항
- 오만
  - 살랄라 - 살랄라 국제공항
- 요르단
  - 암만 - 퀸 알리아 국제공항
- 이스라엘
  - 텔아비브 - 벤구리온 국제공항

### 아프리카

#### 서아프리카
- 세네갈
  - 다카르 - 블레즈 디아뉴 국제공항

#### 남아프리카
- 탄자니아
  - 잔지바르 - 아베이드 아마니 카루메 국제공항

#### 동아프리카
- 마다가스카르
  - 안타나나리보 - 이바토 국제공항
- 케냐
  - 나이로비 - 조모 케냐타 국제공항

#### 북아프리카
- 이집트
  - 룩소르 - 룩소르 국제공항
  - 마르사알람 - 마르사알람 국제공항
  - 샤름엘셰이크 - 샤름엘셰이크 국제공항
- 카보베르데
  - 살섬 - 아밀카르 카브랄 국제공항
  - 보아 비스타 - 아리스티테스 페레이라 국제공항

### 유럽

#### 남유럽
- 그리스
  - 로도스 - 로도스 국제공항
  - 미케노스 - 미케노스 국제공항
  - 산토리니 - 산토리니 국제공항
  - 스키아토스 - 스키아토스 국제공항
  - 카르파토스 - 카르파토스 국제공항
  - 코스 - 코스 국제공항
  - 헤라킬리온 - 헤라킬리온 국제공항
- 스페인
  - 라스팔마스 - 그란 카나리아 공항
  - 란조르테 - 란조르테 공항
  - 메노르카 - 메노르카 공항
  - 이비자 - 이비자 공항
  - 테네리페 - 테네리페 사우스 공항
  - 팔마데마요르카 - 팔마데마요르카 공항
- 이탈리아
  - 라메지아 테르메 - 라메지아 테르메 국제공항
  - 람페두사섬 - 람페두사 공항
  - 브린디시 - 브린디시 공항
  - 올비아 - 코스타 스메랄다 공항
  - 카나리아 - 카나리아 폰타나로사 공항
  - 칼리아리 - 칼리아리 엘마스 공항
  - 팔레르모 - 팔코네 보르셀리노 국제공항

#### 북유럽
- 아이슬란드
  - 레이캬비크 - 케플라비크 국제공항

### 아메리카

#### 북아메리카
- 미국
  - 뉴욕 - 존 F. 케네디 국제공항
- 멕시코
  - 캉쿤 - 캉쿤 국제공항

#### 카리브해
- 도미니카 공화국
  - 라로마나 - 라로마나 국제공항
- 자메이카
  - 몬테고베이 - 생스터 국제공항
- 쿠바
  - 아바나 - 호세 마르티 국제공항
  - 바라데로 - 후안 구알베르토 고메즈 공항
  - 올긴 - 프랭크 파이스 공항
  - 카요라르고델수르섬 - 빌로 아순나 공항